# CAC Wirraway
Уирревэй (англ. Wirraway, в переводе с одного из языков аборигенов «Бросающий вызов») — самолёт общего назначения, производившийся в Австралии Commonwealth Aircraft Corporation (CAC) с 1939 по 1946 год.
Во время Второй мировой войны в основном использовался на Тихоокеанском ТВД в качестве лёгкого бомбардировщика и штурмовика. На базе Wirraway, для покрытия нужды в истребителях, был создан истребитель CAC Boomerang.

## История создания
В 1936 году три офицера ВВС Австралии под командованием подполковника авиации Лоуренса Вокетта были отправлены в заграничную командировку для поиска подходящего самолёта для производства по лицензии в Австралии. По итогам поездки ими был выбран американский самолёт North American Aviation (NAA) NA‑16. Это решение вызвало целый шквал протестов — существовало мнение, что корпорация «Commonwealth Aircraft», получавшая от государства деньги, должна была выбрать для производства британский, а не американский самолёт. В обществе была развёрнута целая дезинформационая кампания против производства этой модели, тем не менее Вокетт сумел доказать то, что NA-16 является наиболее современным самолётом, который сможет произвести страна без опыта авиастроения.
Лицензия на производство самолёта была получена в 1937 года. Кроме того, в качестве образцов у North American Aviation были закуплены два NA‑16: модель NA‑16‑1A (внутреннее проектное обозначение NA‑32) с неубирающимся шасси (схожа с North American BT-9) и NA‑16‑2K (внутреннее проектное обозначение NA‑33) с убирающимся шасси (схожа с North American T-6 Texan). Самолёт NA‑16‑1A прибыл в Австралию в августе 1937 года и совершил свой первый полёт в Лавертоне 3 сентября 1937 года. NA‑16‑2K был доставлен в Австралию в конце сентября 1937 года и вскоре также начал полёты. Эти самолёты получили бортовые номера ВВС Австралии A20‑1 и A20‑2.
Для производства был выбран вариант NA‑16‑2K, в процессе подготовки к производству в конструкцию самолёта внесли некоторые изменения. Так вместо одного переднего пулемёта, были установлены два 7,62 мм пулемёта, корпус был усилен для выполнения бомбометания с пикирования (Wirraway задумывался и как учебный самолёт, и как армейский самолёт непосредственной поддержки). Первый произведённый в Австралии CA‑1 Wirraway (бортовой номер A20‑3) совершил свой первый полёт 27 марта 1939 года. 10 июля 1939 года ВВС Австралии были поставлен последующие два самолёта — они получили бортовые номера A20‑4 и A20‑5.
Вначале было построено 40 самолётов версии CA-1, после чего производство переключилось на модель CA‑3. Обозначение последующих моделей показывало принадлежность к различным госзаказам — технически, различия между версиями были минимальны. Модели CA‑5, CA‑7, CA‑8 и CA‑9 не отличались от CA‑3, однако в модель CA‑16 были внесены значительные изменения конструкции, среди которых были изменения крыла для увеличения бомбовой нагрузки и тормозные щитки для бомбометания с пикирования. Вариант пикирующего бомбардировщика получил обозначение CA‑10A, некоторые самолёты других версий (CA‑3, CA‑5, CA‑7 и CA‑9) также переоборудовались в пикирующие бомбардировщики — всего было модифицировано 113 самолётов.
Последний самолёт Wirraway CA‑16 (бортовой номер A20‑757) был поставлен ВВС Австралии в июле 1946 года. Всего было построено 755 самолётов Wirraway.

## Боевое применение
Это самолёт использовался не только в качестве учебного, но и принял непосредственное участие в боевых действиях. К началу Второй мировой войны в 1939 году ВВС Австралии имели всего шесть самолётов Wirraway версии СA-1. Непосредственно к началу войны с Японией в декабре 1941 года австралийские ВВС обладали уже 6 эскадрильями вооруженные самолётами Wirraway: 4, 5, 12, 22, 23, 24 и 25 эскадрильи.
Первой в бою приняла участие группа из пяти Wirraway, которые использовались в качестве учебных самолётов в Клуанге, Малайзия. Эти самолёты пилотировались новозеландцами, а австралийцы были бортовыми наблюдателями. Все самолёты этой группы вскоре были сбиты японцами.
6 января 1942 года самолёты 24 эскадрильи (место базирования — Рабаул) попытались перехватить японские гидросамолёты над Новой Британией. Одному самолёту удалось вступить в бой, что вошло в историю как первый воздушный бой между ВВС Австралии и Японии. Через две недели восемь самолётов Wirraway приняли участие в обороне Рабаула от более ста вражеских истребителей и бомбардировщиков, причём сбиты были только два самолёта Wirraway. 12 декабря 1942 года лейтенант авиации Арчер, проводя патрулирование над морем, замечает в 300 м под собой самолёт Zero, пикирует на него, открывает огонь и сбивает вражескую машину. Так произошла первая и единственная воздушная победа Wirraway (надо отметить то, что его потомок CAC Boomerang не одержал ни одной воздушной победы). Wirraway использовался совместно с истребителями Boomerang для нанесения ударов по наземным целям, а также в прочих миссиях поддержки сухопутных войск, в Папуа — Новой Гвинее, а позже и на острове Бугенвиль. Применение самолёта в качестве штурмовика и бомбардировщика оказалось довольно результативным.
Многие эскадрильи ВВС Австралии имели как минимум один Wirraway используемый в качестве самолёта связи. Один Wirraway с бортовым номером A20‑527 был приписан к штабу пятых ВВС США и имел соответствующую окраску.
После войны Wirraway оставался на вооружение в качестве учебного самолёта австралийских ВВС и ВМС. В 1958 году ВВС принимает на вооружение CAC Winjeel и все самолёты Wirraway списывают. 4 декабря 1958 года на авиабазе Пойнт Кук состоялся прощальный пролёт этого самолёта. Последний полёт этого самолёта в составе ВВС состоялся 27 апреля 1959 года — когда CA‑16, бортовой номер A20‑686, перелетел в Токумвал для утилизации.
На данный момент в авиационный реестр гражданских самолётов Австралии занесены десять самолётов Wirraway, ещё несколько находятся в музеях Австралии, Папуа — Новой Гвинеи и США.